# Corynoptera trepida
Corynoptera trepida är en tvåvingeart som först beskrevs av Johannes Winnertz 1867.  Corynoptera trepida ingår i släktet Corynoptera och familjen sorgmyggor.
Artens utbredningsområde är Tyskland. Arten är reproducerande i Sverige. Inga underarter finns listade i Catalogue of Life.